# Хайнс-Аллен, Майиша
Майиша Хайнс-Аллен (англ. Myisha Hines-Allen; родилась 30 мая 1996 года в Монтклэре, штат Нью-Джерси, США) — американская профессиональная баскетболистка, выступающая в женской национальной баскетбольной ассоциации за команду «Даллас Уингз». Была выбрана на драфте ВНБА 2018 года во втором раунде под девятнадцатым номером командой «Вашингтон Мистикс». Играет на позиции тяжёлого форварда.

## Ранние годы
Майиша Хайнс-Аллен родилась 30 мая 1996 года в городе Монтклэр (штат Нью-Джерси) в семье Роберта и Ким Аллен, у неё есть два брата, Джошуа и Айзея, и три сестры, Латорри, Ранис и Кайра, училась там же в одноимённой средней школе, в которой выступала за местную баскетбольную команду.